# Cidaphus atricilla
Cidaphus atricilla är en stekelart som först beskrevs av Alexander Henry Haliday 1838.  Cidaphus atricilla ingår i släktet Cidaphus och familjen brokparasitsteklar. Inga underarter finns listade i Catalogue of Life.